# Wilhelm Spengemann
Wilhelm Spengemann (* 26. Juli 1851 in Hannover; † 7. Mai 1918 ebenda) war ein aus einer deutschen Handwerkerfamilie stammender Tischler, Schreiber, Kontorist, Rezitator, Schriftsteller und Mundart-Dichter, der vor allem durch seine Anfang des 20. Jahrhunderts veröffentlichten platt- und hochdeutschen Lebenserinnerungen bekannt blieb.

## Leben
Wilhelm Spengemann wurde 1851 in der Residenzstadt des  Königreichs Hannover geboren als Sohn des Klempners Leopold Spengemann (1818–1888), der sich in der Arbeiterbildung engagierte. Später würde Spengemann in seinen Jugenderinnerungen unter anderem die sonntäglich von Zuschauern und Kapellmusik begleiteten Kirchgänge der verschiedenen Regimenter und Militäreinheiten zwischen Welfenplatz und Waterlooplatz beschreiben.
Nach dem Abschluss einer Ausbildung zum Tischler übte Wilhelm Spengemann den erlernten Beruf nicht aus. Stattdessen arbeitete er zu Beginn der Gründerzeit des Deutschen Kaiserreichs ab 1872 zunächst als Schreiber, später und bis kurz vor seinem Tod als Kontorist in der Mechanischen Weberei in Linden.
1876 heiratete Spengemann Marie Lathwesen aus Kolenfeld, mit der er den Sohn Christof Spengemann bekam. Christof Spengemanns Sohn war Walter Spengemann.
Seit den 1880er Jahren trat Wilhelm Spengemann als Rezitator plattdeutscher Texte auf. Parallel dazu begann er, eigene Gedichte und Geschichten zu schreiben. Diese wurden bis 1913 kontinuierlich sowohl in der Tageszeitung Hannoverscher Anzeiger als auch im Hannoverschen Tageblatt abgedruckt.
Nachdem Spengemanns Hannoversche Jugenderinnerungen in Platt- und Hochdeutsch bereits 1905 veröffentlicht worden waren, vertonte Albert Schenk im Jahr 1916 Spengemanns Gedicht Abschied von der Heide.

## Schriften (Auswahl)
- Mien Snack von Düt un Dat. Plattdütsche Riemkens, 96 Seiten, Hannover: Druck von Friedrich Culemann (M. Leonhardt), 1889
- Hannoversche Jugend-Erinnerungen in Platt- und Hochdeutsch. 96 Seiten in Frakturschrift, Nachdruck [der Ausg.] Hannover 1905. - Hannover: Harenberg, 1983; Inhaltsverzeichnis